# Паракуельйос (Куенка)
Паракуельйос (ісп. Paracuellos) — муніципалітет в Іспанії, у складі автономної спільноти Кастилія-Ла-Манча, у провінції Куенка. Населення — 132 особи (2010).
Муніципалітет розташований на відстані близько 180 км на південний схід від Мадрида, 49 км на південний схід від Куенки.

## Демографія
Динаміка населення (INE ):

## Галерея зображень

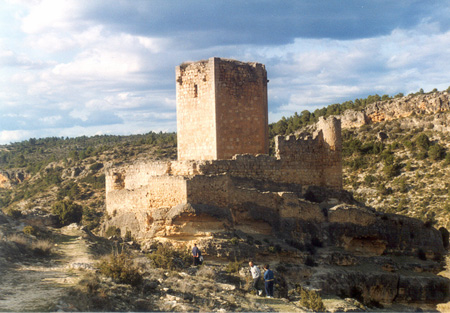
Замок у Паракуельйосі